# Kasteel van Vlissingen
Het kasteel van Vlissingen stond in de Nederlandse stad Vlissingen, provincie Zeeland. Van het kasteel zijn geen zichtbare restanten overgebleven.

## Geschiedenis
Oud-Vlissingen was midden 13e eeuw een klein vissersdorp langs een kreek en speelde een rol als veerhaven voor handelaren en bestuurders tussen Middelburg en Vlaanderen. Aan de oostzijde van de parochiekerk, op een plek waar diverse wegen bij elkaar kwamen, bouwde Wisse van Koudekerke een kasteel. In 1264 droeg hij het kasteel op aan Aleid van Holland, de voogdes van de toen nog minderjarige graaf Floris V, om het van haar direct weer in leen terug te ontvangen. Er waren wel enkele voorwaarden: zij moest het kasteel als open huis dienen voor Aleid en haar kinderen en moest Wisse haar altijd te hulp schieten.
Wisse beschikte tevens over ambachten in Vlissingen en Koudekerke. In het ambacht Vlissingen was inmiddels nog een tweede nederzetting ontstaan: Nieuw-Vlissingen.

### Verbeurd verklaard
In 1289 werd Wisse Gillisz. de nieuwe ambachtsheer van Vlissingen en in 1292 werd hij genoemd als kasteelheer. Vermoedelijk waren beide Wisses neven van elkaar. Financiële problemen dwongen Wisse Gillisz. in 1294 om de ambachten Vlissingen en Koudekerke te verkopen aan graaf Floris V. Hij behield wel het kasteel, dat immers niet leenroerig was aan de graaf maar aan Aleid en haar zoon Jan. Tijdens de oorlog in 1303/1304 tussen graaf Jan en Vlaanderen koos Wisse voor de Vlamingen, waardoor Jan alle bezittingen van Wisse - het kasteel en de rest van het ambacht Vlissingen - verbeurd verklaarde en in eigendom nam. Pas in 1321 zou graaf Willem III aan Adelise, weduwe van Wisse Gillisz., en haar drie kinderen de helft van de opbrengsten toewijzen die de verkochte ambachten hem hadden opgeleverd.

### Nieuwe bewoners
De graaf gaf in 1315 stadsrechten aan Nieuw-Vlissingen, dat zou uitgroeien tot de tegenwoordige stad Vlissingen. Het kasteel te Oud-Vlissingen werd sinds 1318 bewoond door Lam Matthijsz., klerk van de rentmeester Bewesten Schelde. Hij lijkt niet met het kasteel te zijn beleend, maar pachtte het van de eigenaar, de graaf van Holland. Mogelijk was Lam Matthijsz. gehuwd met de dochter van Wisse Gillisz., Lijsbet. Hun zoon Jan volgde hem in 1344 op en werd door graaf Willem IV met het kasteel beleend. Jan stierf in 1360 en nog datzelfde jaar kreeg Jan van Oostsouburg het kasteel in handen. Na diverse eigenaarswisselingen werd in 1426 Floris van Borsele beleend met de ambachten Oud- en Nieuw-Vlissingen. Floris woonde overigens zelf op zijn kasteel in West-Souburg.

### Einde van het kasteel
Wat er met het kasteel van Vlissingen na 1426 gebeurde, is onbekend. De stad Vlissingen werd steeds belangrijker en dat ging uiteindelijk ten koste van het dorp Oud-Vlissingen en zijn kasteel. Toen in 1540 de weg langs het kasteelterrein werd opgebroken, was het kasteel zelf al verdwenen.
In 1961 zijn bij heiwerkzaamheden voor het nieuwe stadhuis waarschijnlijk de fundamenten van het kasteel aangetroffen.
Het is onbekend hoe het kasteel er heeft uitgezien. Afgaande op de belening uit 1264 ging het om een versterkt stenen huis dat bewapend was, dus het was geschikt als defensief bouwwerk.
Aldegonde · Kasteel van Axel · Baarland · Baarsdorp · Barbestein · Biervliet · Bieweg · Blodenburg · Huis der Boede · Brijdorpe · Bruëlis · 't Burchtje · Burggravensteen · Buttinge · Coxijde · Crayenstein · Duinbeek · Duivelsberg · Ellewoutsdijk · Filippenburg · Geersdijk · Gistellis · Gravenhof · Slot Haamstede · Kasteel Hellenburg · Herkestein · Heuvelsweg · Hoge Huis · Ter Hooge · Hoogkamer · Kats · Kind van Trente · Kleverskerke · Kortgene · Kreke · Kruiningen · Laterdale · Lodijke · Maalstede (Hulst) · Maalstede (Kapelle) · Magdalon · Hof Ter Moere · Moermond · Te Mortiere · Muiden · Hof ter Nisse (Nisse) · Hof ter Nisse (Ossenisse) · Oostende · Oostende (Goes) · Oosterstein · Poelvoorde · Poortvliet · Popkensburg · De Pottere · Poucques · Pronkenburg · Ravenstein · Saeftingher Slot · Kasteel van Sint-Maartensdijk · Schengen · Sluis · Smallegange · Stavenisse · Tolhuis van Iersekeroord · Huus ter Tolne · Torenberg · Torenhoeve · Toren van Bourgondië · Troye · Valkenisse · Vinninghen · Vlissingen · Voorhoute · Waarde · Watervliet · Weldamme · Welland · Huis te Werf · Te Werve · Westenschouwen · Westhove · Westkerke · Windenburg · Zandenburg · Zwanenburg